# Copa CONMEBOL 1999
VIII Copa Conmebol 1999

## 1/8 finału (13.10i20.10)
Centro Sportivo Alagoano –  Vila Nova FC 2:0 i 0:2, karne 4:3 (mecze 19.10 i 26.10)
1. 1:0 Missinho 43, 2:0 Mazinho 88
2. 0:1 Junior 45, 0:2 Reinaldo Aleluia 48

- klub CSA zastąpił drużynę  EC Vitória po tym jak zarówno  EC Bahia, jak i  Sport Club do Recife odmówiły udziału w turnieju; CSA był czwartym z kolei klubem w Copa Nordeste 1999

 Estudiantes de Mérida –  Deportes Quindío 2:0 i 0:2, karne 5:3 (drugi mecz 19.10)
1. 1:0 Ruberth Moran 58, 2:0 Pedro Fernandez 89
2. 0:1 Luis Eduardo Lara 43, 0:2 Luis Eduardo Lara 49

 Atlético Huila –  São Raimundo EC 1:2 i 1:2 (drugi mecz 21.10)
1. Jimmy Asprilla 64 / Neto 12,???
2. 1:0 Julio Cesar Ararat 19, 1:1 Marcelo Araxa 44, 1:2 Ze Divan 85

 Deportivo Cuenca –  Sport Boys Association 2:2 i 0:0, karne 3:4 (drugi mecz 19.10)
1. 0:1 Alex Becerra 18, 1:1 Hernan Christian Carlisi 24, 2:1 Carlos Enrique Vernaza 54, 2:2 Johnny Vegas 92
2. 0:0

 Paraná Clube –  Sportivo San Lorenzo 1:0 i 1:2, karne 3:1 (drugi mecz 19.10)
1. 1:0 Juliano 85
2. 1:0 Evandro 63k, 1:1 Alcidio Fleitas 78k, 1:2 Emilio Daniel Avalos 85

- Sportivo San Lorenzo zastąpił  Club Sol de América, który wycofał się z rozgrywek

 Club Independiente Petrolero –  Talleres Córdoba 4:1 i 0:3, karne 4:5
1. 1:0 Mauro Blanco 15, 2:0 Eduardo Villegas 21, 3:0 Diego Roman Goyoaga 38, 4:0 Tomas Gutierrez 64, 4:1 Jose Luis Marzo 71k
2. 0:1 Ricardo Silva 13, 0:2 Jose Luis Marzo 37, 0:3 Nicolas Fernando Oliva 83

- Talleres Córdoba zastąpił  Gimnasia y Esgrima La Plata, który wycofał się z turnieju

 Rosario Central –  Deportes Concepción 2:2 i 1:2 (pierwszy mecz 12.10)
1. 0:1 Luis Guajardo 80, 1:1 Jorge Torres 85s, 1:2 Jorge Torres 89k, 2:2 Juan Antonio Pizzi 90k
2. 0:1 Marco Bautista 58, 0:2 Luis Guajardo 82, 1:2 Ivan Moreno y Fabianesi 83

- Deportes Concepción zastąpił klub  CD Cobreloa, który wycofał się z turnieju

 CA River Plate –  CA Rentistas – oba kluby wycofały się z turnieju

## 1/4 finału (03.11i09.11)
Estudiantes de Mérida –  Centro Sportivo Alagoano 0:0 i 1:3
1. 0:0
2. 0:1 Mimi 4k, 1:1 Ruberth Moran 23k, 1:2 Marcio Pereira 24, 1:3 Marcio Pereira 78

 Sport Boys Association –  São Raimundo EC 1:1 i 0:4
1. 0:1 Ademir 35, 1:1 Fernando Calcaterra 37
2. 0:1 Marcelo Araxa 47, 0:2 Alberto 75, 0:3 Niltinho 81, 0:4 Isaac 86

 Talleres Córdoba –  Paraná Clube 1:0 i 0:1, karne 3:1
1. 1:0 Ricardo Silva 33
2. 0:1 Deivison 63

 Deportes Concepción – wolny los

## 1/2 finału (17.11i24.11)
São Raimundo EC –  Centro Sportivo Alagoano 1:0 i 1:2, karne 4:5
1. 1:0 Marcos Luis 70k
2. 0:1 Fabio Magrao 14, 1:1 Marcelo Araxa 20, 1:2 Missinho 90

 Talleres Córdoba –  Deportes Concepción 2:1 i 1:1
1. 0:1 Pedro Gonzalez 22, 1:1 Julian Maidana 51, 2:1 Nicolas Oliva 66
2. 1:0 Astudillo 48, 1:1 Illescas 60

## FINAŁ
Centro Sportivo Alagoano –  Talleres Córdoba 4:2 i 0:3
1 grudnia 1999? ? (?)

 Centro Sportivo Alagoano –  Talleres Córdoba 4:2(3:1)

Sędzia: ?

Bramki: 1:0 Missinho 3, 2:0 Fabio Magrão 14, 2:1 Manuel Santos Aguilar 20, 3:1 Missinho 38, 4:1 Missinho 47, 4:2 Rodrigo Daniel Astudillo 87

Centro Sportivo Alagoano: ?

Club Atlético Talleres de Córdoba:?
8 grudnia 1999? ? (?)

Talleres Córdoba –  Centro Sportivo Alagoano 3:0(1:0)

Sędzia: ?

Bramki: 1:0 Ricardo Silva 39, 2:0 Darío Alberto Gigena 75, 3:0 Julián Edgardo Maidana 90

Club Atlético Talleres de Córdoba: ?

Centro Sportivo Alagoano:?

## Klasyfikacja strzelców bramek
| Gole | Piłkarz                  | Klub                     |
| ---- | ------------------------ | ------------------------ |
| 4    | Marcelo Áraxa            | São Raimundo EC          |
| 4    | Missinho                 | Centro Sportivo Alagoano |
| 3    | Ricardo Silva            | Talleres Córdoba         |
| 2    | Magrão                   | Centro Sportivo Alagoano |
| 2    | Marcio Pereira           | Centro Sportivo Alagoano |
| 2    | Luis Guajardo            | Deportes Concepción      |
| 2    | Luis Eduardo Lara        | Deportes Quindío         |
| 2    | Julian Edgardo Maidana   | Talleres Córdoba         |
| 2    | Rodrigo Daniel Astudillo | Talleres Córdoba         |
| 2    | Nicolas Fernando Oliva   | Talleres Córdoba         |
| 2    | Jose Luis Marzo          | Talleres Córdoba         |